# Liste des orgues de Basse-Normandie protégés aux monuments historiques
Cet article recense les orgues protégés à titre d'objets monuments historiques des départements du Calvados, de l'Orne et de la Manche de la région Normandie, France.
Les orgues des départements de l'Eure et de la Seine-Maritime font l'objet de la liste des orgues de Haute-Normandie protégés aux monuments historiques.

## Liste
| Orgue                                                                       | Département | Commune               | Édifice                                              | Référence                                                      | Année     | Protection | Illus. |
| --------------------------------------------------------------------------- | ----------- | --------------------- | ---------------------------------------------------- | -------------------------------------------------------------- | --------- | ---------- | ------ |
| Orgue partie instrumentale                                                  | Calvados    | Barbeville            | Église Saint-Martin de Barbeville                    | Notice no PM14001302 Notice no PM14001303                      | 1999      | Classé     |        |
| Orgue de chœur buffet, partie instrumentale                                 | Calvados    | Bayeux                | Cathédrale Notre-Dame de Bayeux                      | Notice no PM14001306 Notice no PM14001305 Notice no PM14001307 | 1998      | Classé     |        |
| Orgue de tribune buffet, partie instrumentale                               | Calvados    | Bayeux                | Cathédrale Notre-Dame de Bayeux                      | Notice no PM14000070 Notice no PM14001304 Notice no PM14000069 | 1973 1975 | Classé     |        |
| Orgue de tribune buffet, partie instrumentale                               | Calvados    | Caen                  | Église Notre-Dame-de-la-Gloriette de Caen            | Notice no PM14000168 Notice no PM14001294 Notice no PM14000234 | 1976      | Classé     |        |
| Orgue de tribune buffet, partie instrumentale                               | Calvados    | Caen                  | Église Saint-Étienne de Caen                         | Notice no PM14000177 Notice no PM14001293 Notice no PM14000185 | 1840      | Classé     |        |
| Orgue de tribune buffet, partie instrumentale                               | Calvados    | Falaise               | Église Notre-Dame de Guibray                         | Notice no PM14000326 Notice no PM14001312 Notice no PM14000325 | 1955 1970 | Classé     |        |
| Orgue de tribune partie instrumentale                                       | Calvados    | Honfleur              | Chapelle de l'Hôtel-Dieu d'Honfleur                  | Notice no PM14001298 Notice no PM14000386                      | 1975      | Classé     |        |
| Orgue de tribune orgue                                                      | Calvados    | Honfleur              | Église Sainte-Catherine de Honfleur                  | Notice no PM14001299                                           | 1870      | Classé     |        |
| Orgue de tribune partie instrumentale                                       | Calvados    | Honfleur              | Église Saint-Léonard de Honfleur                     | Notice no PM14001310 Notice no PM14001311                      | 1993      | Classé     |        |
| Orgue de tribune buffet, partie instrumentale                               | Calvados    | Juaye-Mondaye         | Abbaye Saint-Martin de Mondaye de Juaye-Mondaye      | Notice no PM14000399 Notice no PM14001300 Notice no PM14000405 | 1908      | Classé     |        |
| Orgue de tribune partie instrumentale                                       | Calvados    | Lisieux               | Cathédrale Saint-Pierre de Lisieux                   | Notice no PM14001295 Notice no PM14000436                      | 1972      | Classé     |        |
| Orgue de tribune partie instrumentale                                       | Calvados    | Livarot               | Église Saint-Ouen de Livarot                         | Notice no PM14001296 Notice no PM14001297                      | 1990      | Classé     |        |
| Orgue de tribune partie instrumentale                                       | Calvados    | Le Molay-Littry       | Église Saint-Clair du Molay-Littry                   | Notice no PM14001313 Notice no PM14000834                      | 1991      | Classé     |        |
| Orgue de tribune buffet, partie instrumentale                               | Calvados    | Moult                 | Église Sainte-Anne de Moult                          | Notice no PM14001316 Notice no PM14001315 Notice no PM14001317 | 2008      | Inscrit    |        |
| Orgue de tribune buffet                                                     | Calvados    | Orbec                 | Église Notre-Dame d'Orbec                            | Notice no PM14000538 Notice no PM14001301                      | 1976      | Classé     |        |
| Orgue de tribune orgue                                                      | Calvados    | Trouville-sur-Mer     | Église Notre-Dame-du-Bon-Secours                     | Notice no PM14001323                                           | 1977      | Inscrit    |        |
| Orgue de chœur orgue                                                        | Calvados    | Trouville-sur-Mer     | Église Notre-Dame-des-Victoires de Trouville-sur-Mer | Notice no PM14001324                                           | 1977      | Inscrit    |        |
| Orgue buffet                                                                | Calvados    | Vire                  | Église Notre-Dame de Vire                            | Notice no PM14000809 Notice no PM14001309                      | 1862      | Classé     |        |
| Orgue partie instrumentale                                                  | Calvados    | Vire                  | Hôtel-Dieu de Vire                                   | Notice no PM14001308 Notice no PM14000833                      | 1989      | Classé     |        |
| Orgue de tribune partie instrumentale                                       | Manche      | Barfleur              | Église Saint-Nicolas de Barfleur                     | Notice no PM50001574 Notice no PM50001575                      | 2003      | Inscrit    |        |
| Orgue de tribune buffet, partie instrumentale, tribune                      | Manche      | Carentan              | Église Notre-Dame de Carentan                        | Notice no PM50001571 Notice no PM50000169 Notice no PM50000168 | 1972 1981 | Classé     |        |
| Orgue de tribune partie instrumentale                                       | Manche      | Cherbourg-Octeville   | Église Notre-Dame-du-Vœu                             | Notice no PM50001565 Notice no PM50001352                      | 1990      | Classé     |        |
| Orgue de tribune buffet                                                     | Manche      | Coutances             | Cathédrale Notre-Dame de Coutances                   | Notice no PM50000277 Notice no PM50001567                      | 1962      | Classé     |        |
| Orgue de tribune buffet, partie instrumentale, tribune                      | Manche      | Coutances             | Église Saint-Pierre de Coutances                     | Notice no PM50001568 Notice no PM50000290 Notice no PM50000288 | 1970 1973 | Classé     |        |
| Orgue de tribune buffet, garde-corps d'orgue, partie instrumentale, tribune | Manche      | Granville             | Église Notre-Dame de Granville                       | Notice no PM50000477 Notice no PM50001570 Notice no PM50000476 | 1981 1989 | Classé     |        |
| Orgue partie instrumentale                                                  | Manche      | Hambye                | Église Saint-Pierre d'Hambye                         | Notice no PM50001573 Notice no PM50000519                      | 1982      | Classé     |        |
| Orgue de tribune buffet, garde-corps d'orgue, partie instrumentale, tribune | Manche      | La Lucerne-d'Outremer | Abbaye de La Lucerne                                 | Notice no PM50000615 Notice no PM50001569 Notice no PM50000616 | 1975      | Classé     |        |
| Orgue de tribune buffet                                                     | Manche      | Mortain               | Église Saint-Evroult de Mortain                      | Notice no PM50000733 Notice no PM50001566                      | 1972      | Classé     |        |
| Orgue de tribune partie instrumentale                                       | Manche      | Réville               | Église Saint-Martin de Réville                       | Notice no PM50001577 Notice no PM50001578                      | 2001      | Classé     |        |
| Orgue de tribune buffet, partie instrumentale                               | Manche      | Saint-Lô              | Église Sainte-Croix de Saint-Lô                      | Notice no PM50001563 Notice no PM50001562 Notice no PM50001564 | 1997      | Inscrit    |        |
| Orgue de tribune partie instrumentale                                       | Manche      | Le Vast               | Église Notre-Dame du Vast                            | Notice no PM50001572 Notice no PM50001228                      | 1980      | Classé     |        |
| Orgue de tribune buffet                                                     | Manche      | Villedieu-les-Poêles  | Église Notre-Dame de Villedieu-les-Poêles            | Notice no PM50001296 Notice no PM50001576                      | 1981      | Classé     |        |
| Orgue de tribune buffet                                                     | Orne        | Alençon               | Basilique Notre-Dame d'Alençon                       | Notice no PM61000781 Notice no PM61001005                      | 1862      | Classé     |        |
| Orgue de tribune partie instrumentale                                       | Orne        | Flers                 | Église Saint-Jean de Flers                           | Notice no PM61001006 Notice no PM61000348                      | 1987      | Classé     |        |
| Orgue buffet                                                                | Orne        | Longny-au-Perche      | Église Saint-Martin de Longny-au-Perche              | Notice no PM61000845                                           | 1991      | Classé     |        |
| Orgue de tribune buffet, partie instrumentale                               | Orne        | Moutiers-au-Perche    | Église Notre-Dame du Mont-Harou                      | Notice no PM61000510 Notice no PM61001007 Notice no PM61000512 | 1968 1986 | Classé     |        |
| Orgue de tribune partie instrumentale                                       | Orne        | Rémalard              | Église Saint-Germain-d'Auxerre de Rémalard           | Notice no PM61001008 Notice no PM61000564                      | 1987      | Classé     |        |
| Orgue de tribune partie instrumentale                                       | Orne        | Le Sap                | Église Saint-Pierre du Sap                           | Notice no PM61001009 Notice no PM61000668                      | 1986      | Classé     |        |
| Orgue de tribune buffet, partie instrumentale                               | Orne        | Sées                  | Cathédrale Notre-Dame de Sées                        | Notice no PM61000693 Notice no PM61001010 Notice no PM61001011 | 1976 2003 | Classé     |        |